# Tuhpilisa
Tuhpilisa (de vegades escrit Tuhpiliša) era una ciutat hitita situada a la Terra Alta Hitita que estava en mans dels kashka al segle xiv aC.
El rei Subiluliuma I, cap a la part final del seu regnat, va fer una sèrie de batalles contra els kashka en aquells territoris, que va incendiar, i també la ciutat de Tesita. D'allà va passar a Tuhpilisa que va fortificar.